# Kamienna Struga
Kamienna Struga (niem. Steinbach) – osada wsi Żywy w Polsce, położona w województwie warmińsko-mazurskim, w powiecie giżyckim, w gminie Kruklanki.
W latach 1975–1998 osada należała administracyjnie do województwa suwalskiego. W tej chwili osada Kamienna Struga składa się tylko z jednego budynku mieszkalnego.
Leży nad jeziorem Żywy.